# نبرد وورکساپ
نبرد وورکساپ (انگلیسی: Battle of Worksop) نبردی بود که در طول جنگ رزها و در نزدیکی شهر وورکساپ ناتینگهام‌شر، انگلستان در ۱۶ دسامبر ۱۴۶۰ به وقوع پیوست. این نبرد، بخشی از کارزاری بود که منتج به نبرد ویکفیلد در ۳۰ دسامبر گردید